# Юсуф, Исмаил
Исмаи́л Ю́суф Авадалла́ Муха́ммед (араб. إسماعيل يوسف‎; 28 июня 1964) — египетский футболист, ныне тренер.

## Клубная карьера
Исмаил Юсуф провёл всю свою футбольную карьеру, выступая за каирский клуб «Замалек» с 1984-го по 1997-й год. В составе «Замалека» Юсуф четырежды становился чемпионом Египта, побеждал в кубке Египта, также четыре раза побеждал в Африканском Кубке чемпионов.

## Международная карьера
Исмаил Юсуф попал в состав сборной Египта на Чемпионате мира 1990 года. Из 3-х матчей Египта на турнире Юссеф провёл все 3 и без замен: матчи группового этапа против сборных Нидерландов, Ирландии и Англии.

## Тренерская карьера
Исмаил Юсуф начал свою тренерскую карьеру, работая помощником сначала в молодёжной сборной Египта, а потом и в основной. В 2007 году он возглавил клуб «Эль-Гуна», а в 2010-м — «Итесалат». Но через 10 месяцев он возвращается в родной для него «Замалек» в качестве ассистента главного тренера Хассана Шехаты. В 2013 Юссеф становится главным тренером клуба «Эль-Харби», однако при нём команда занимает последнее место в своей группе в сезоне 2013/2014 и покидает Премьер-лигу.

## Достижения
«Замалек»
- Чемпион Египта (4): 1983/84, 1987/88, 1991/92, 1992/93
- Обладатель Кубка Египта (1): 1987/88
- Победитель Африканского Кубка чемпионов (4): 1984, 1986, 1993, 1996
- Обладатель Суперкубка КАФ (2): 1994, 1997